# Stato di transizione
Si chiama stato di transizione (o complesso attivato) una particolare configurazione lungo la coordinata di reazione, configurazione che corrisponde al punto più alto del grafico dell'energia libera di Gibbs o dell'entalpia in funzione della coordinata di reazione (ad esempio del grado di avanzamento ξ). In altri termini lo stato di transizione corrisponde al momento della reazione in cui i reagenti stanno rompendo i legami per diventare prodotti e, nello stesso tempo, si stanno formando i nuovi legami che permettono la formazione del risultato della reazione.
In base alla teoria dello stato di transizione si può definire come tale un intervallo δ tale da includere il massimo della curva dell'energia libera, lungo l'asse ξ. Tutte le configurazioni di atomi che rientrano in questo intervallo vengono quindi dette stato di transizione.
Lo stato di transizione è in pratica un intermedio di reazione con una vita molto breve (ovvero poco stabile).

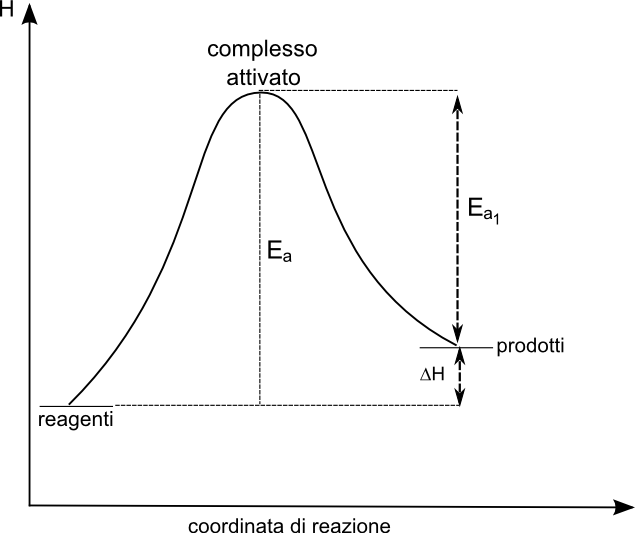
Diagramma dell'entalpia lungo la coordinata di reazione. Il complesso attivato si trova in corrispondenza del picco energetico, ovvero ha un contenuto energetico maggiore rispetto ai reagenti e ai prodotti.